# Elbe (schip, 1881)
De SS Elbe was een Duits schip dat voer op de lijn Bremerhaven - New York.

## De ramp
In de nacht van 30 januari 1895 vertrok de SS Elbe onder het bevel van kapitein von Gossel met 354 passagiers aan boord richting New York. In het zware weer botste rond 5:30 uur het stoomschip SS Crathie, op weg van Aberdeen naar Rotterdam zonder koerswijziging en zonder waarschuwing tegen de SS Elbe.
De kapitein van de Elbe gaf onmiddellijk bevel het schip te verlaten. Door de vorst waren de touwen bevroren en slechts twee reddingsboten werden uitgezet. Een daarvan kapseisde en in de andere konden 20 mensen overleven nadat ze opgepikt werden door de vissersboot Wildflower van William Wright na vijf uur rond te dobberen.
De Crathie voer zwaar beschadigd verder naar de haven van Rotterdam uit vrees ook te zinken. In het proces te Amsterdam werd de Crathie alleen schuldig bevonden aan de botsing en vooral de eerste stuurman. Hij was aan het praten tegen andere bemanningsleden in plaats van de waarschuwingslichten en signalen te bedienen.
De bemanning van de Wildflower werden meermaals bedankt onder meer door Keizer Wilhelm II met een gouden uurwerk.
In 1993 werd het wrak gevonden door een groep Nederlandse amateurduikers en brachten een hoeveelheid glas- en aardewerk naar boven.